# Walcott-Gletscher
Der Walcott-Gletscher ist ein Gletscher im ostantarktischen Viktorialand. Er liegt zwischen dem Radiant-Gletscher und dem Howchin-Gletscher und fließt vom Ostrand der Royal Society Range zur Walcott Bay an der Scott-Küste.
Der britische Geologe Thomas Griffith Taylor, Teilnehmer der Terra-Nova-Expedition (1910–1913), benannte ihn nach seinem US-amerikanischen Kollegen Charles Walcott (1850–1927), Direktor des United States Geological Survey (1894–1907) und Sekretär der Smithsonian Institution (1907–1928).